# کومبینو
کومبینو (انگلیسی: Kumbino) یک شهرک در شهرستان بلورتسکی باشقیرستان کشور روسیه است.